# Lueders, Texas
Lueders là một thành phố thuộc quận Jones, tiểu bang Texas, Hoa Kỳ. Năm 2010, dân số của xã này là 346 người.

## Dân số
- Dân số năm 2000: 300 người.
- Dân số năm 2010: 346 người.